# Veysonnaz
Veysonnaz é uma comuna da Suíça, no Cantão Valais, com cerca de 423 habitantes. Estende-se por uma área de 1,1 km², de densidade populacional de 385 hab/km². Confina com as seguintes comunas: Les Agettes, Nendaz, Salins. 
A língua oficial nesta comuna é o Francês.